# Ron Leavitt
Ronald „Ron“ Leavitt (* 7. November 1947 in Brooklyn, New York; † 10. Februar 2008 in Sherman Oaks (Los Angeles), Kalifornien) war ein US-amerikanischer Drehbuchautor und Fernsehproduzent.

## Leben
Leavitt wurde hauptsächlich bekannt als Co-Creator der US-amerikanischen Fernsehserie Eine schrecklich nette Familie (im Original: Married… with Children). Die Sendung mit 259 Episoden in elf Staffeln wurde zur zweitlängsten Sitcom auf FOX nach den Simpsons.
Geboren in Brooklyn, begann Leavitt seine TV-Karriere in den 1970er Jahren mit Drehbüchern für verschiedene Sitcoms wie Die Bären sind los. Er arbeitete bis Mitte der 1980er Jahre erfolgreich als Drehbuchautor und wurde mit mehreren Preisen ausgezeichnet. Ende der 80er entwickelte er zusammen mit Michael G. Moye Married With Children, welche bei ihrem Fernsehdebüt 1987 vielen der etablierten Sitten und Regeln zuwiderlief, was zu öffentlichen Protesten führte, in deren Folge einige Unternehmen ihre Werbespots zurückzogen. Er arbeitete als ausführender Produzent an der Serie weiter und schrieb bei fast 150 Episoden am Drehbuch mit. Unter anderem wurde die Serie siebenmal für den Emmy und genauso häufig für den Golden Globe nominiert.
Eine weitere von Leavitt entwickelte und in Deutschland erfolgreiche Serie ist Auf schlimmer und ewig (im Original: Unhappily Ever After), die sich relativ dicht am Erfolgskonzept der „schrecklich netten Familie“ orientiert.
Leavitt starb im Alter von 60 Jahren an Lungenkrebs. Er hinterließ zwei Kinder sowie seine langjährige Lebensgefährtin, Model und Schauspielerin Jessica Hahn.